# 駕輿丁
駕輿丁（かよちょう）は、かつて日本の朝廷に所属し、高貴な人物の載る駕輿（がよ、鳳輦や輿の意）を担ぐことを主たる任務とした下級職員である。輿丁（よてい・よちょう）、輿舁（こしかき）ともいう。平安時代末期（12世紀末）に現れた、寺社等に属する輿を舁く剃髪の者は、力者（りきしゃ）と呼ぶ。

## 略歴・概要
奈良時代（8世紀）以来、朝廷に所属し、輿を担ぎ、輿の綱を執って歩いた。797年（延暦16年）に完成した『続日本紀』が記す「宝亀十一年三月辛巳条」（宝亀11年旧暦3月、780年）に「駕輿丁」の語があり、「駕輿丁」たちは庸調を免除されていた。
平安時代（8世紀 - 12世紀）までは、輿は天皇、三宮（太皇太后・皇太后・皇后）、斎宮のための乗り物であった。公家はおもに牛車に乗った。10世紀の『養老職員令』や『延喜内匠式』には、天皇の乗り物として「供御輿輦」「御輿」「御腰輿」が記されており、駕輿丁はこれを担いだ。『延喜式』（927年）によれば、駕輿丁は「四府」に属し、
- 近衛府 - 下記計200人
  - 左近衛府 - 100人
  - 右近衛府 - 100人
- 兵衛府 - 下記計100人
  - 左兵衛府 - 50人
  - 右兵衛府 - 50人

と、総合計300人が定員であった。
鎌倉時代の寛喜年間（1229年 - 1231年）と推定される近江国犬上郡の駕輿丁の言上状（『民経記』1232年（貞永元年）旧暦10月裏文書）には、先の飢饉で在京の駕輿丁の大半が餓死し、周辺国の駕輿丁が行幸などで多用されている状況が記されている。室町時代、応安年間（1368年 - 1375年）に成立した『太平記』には、「俄の事にて駕輿丁も無かりければ」（突然のことで駕輿丁もいなかったので）というフレーズで登場する。15世紀末の1494年（明応3年）に編纂された『三十二番職人歌合』には、「渡もり」（渡守）とともに「輿舁」として紹介されている。このころには本来の律令制における「駕輿丁」の職能が変容して商工業者化し、「駕輿丁座」を開き、商業に進出していた。もともと「駕輿丁」は課役免除の特権を保持しており、さらに駕輿丁座による専売権をも手にした。
現在、滋賀県蒲生郡竜王町の大字として存在する地名、「駕輿丁」（かよちょう）は、1889年（明治22年）4月1日に他村と合併して苗村を形成するまでは「駕輿丁村」という村であった。

## 駕輿丁座
駕輿丁座（かよちょうざ）は、中世（12世紀 - 16世紀）期に存在した日本の商工業者の同業組合、座である。左右の近衛府・兵衛府の「四府」に所属し、従来、皇室の乗る「駕輿」（輿・鳳輦）を担ぐことを任務としていた「駕輿丁」が商工業者化したものである。従来の課役免除の特権に加え、関銭その他の免除や専売権をも手にしたことから、その後も京都居住の専業商人が駕輿丁として加入し、こうした状況を反映して室町時代には本座以外の新座が出現した　。四府駕輿丁座（しふのかよちょうざ）とも呼ぶ。駕輿丁座は本来は四府それぞれに置かれた兄部（このこうべ）によって統括されていたが、この頃には兄部ごと太政官の外記（局務）中原姓押小路家・大史（官務）小槻姓壬生家の支配下に入った。兄部は押小路家・壬生家に補任料を納めて任命され、駕輿丁座の構成員より役料を徴収した。豊臣秀吉の楽座令によって専売権などが否定されたが、組織自体は残り、江戸時代においても商人の名門組織として加入が認められることが名誉とされていた。
「駕輿丁座」が扱った商品は、米、酒、味噌、材木、引物（壁代）、鍛冶炭（鍛冶屋炭）、すき柄（鋤の柄）、白布（青苧、カラムシから織った布）、茜（アカネ）、錦（絹織物）、絹、呉服（和服）、紙折敷（紙製の折敷）、薬（生薬）、唐物（中国製品の意）、馬、古物（古着・古道具）、鳥、古鉄等。